# Probota
Probota è un comune della Romania di 3 692 abitanti, ubicato nel distretto di Iași, nella regione storica della Moldavia.
Il comune è formato dall'unione di 3 villaggi: Bălteni, Perieni, Probota.